# ويليام فلاي
ويليام فلاي William Fly (توفي في 12 يوليو 1726) قرصان إنجليزي. قام بمداهمة أساطيل الشحن في نيو إنجلاند لمدة ثلاثة أشهر في عام 1726 حتى قبض عليه من قبل طاقم السفينة التي تم الاستيلاء عليها.
تم شنقه في بوسطن في ولاية ماساتشوستس الأمريكية، وعرض جسده للعامة كتحذير للقراصنة الآخرين. ويعتبر الكثيرون وفاته علامة على نهاية العصر الذهبي للقراصنة.

## حياة القرصنة
بدأت مسيرة ويليام فلاي كقرصان في أبريل 1726، عندما اتفق على الإبحار مع الكابتن جون غرين إلى غرب إفريقيا على متن سفينة إليزابيث. وبدأ الصدام بين غرين وفلاي، إلى أن قاد فلاي ذات ليلة تمردًا أدى إلى إلقاء غرين في البحر؛ ثم تولى فلاي قيادة السفينة إليزابيث.
وبعد الاستيلاء على السفينة، قام المتمردون بخياطة راية جولي روجر (وهي راية القراصنة)، وأعادوا تسمية السفينة «فيمز ريفينج»، وانتخبوا فلاي قبطانا لها، وأبحروا إلى ساحل ولاية كارولينا الشمالية وشمالًا باتجاه نيو إنجلاند. واستولوا على خمس سفن في حوالي شهرين قبل أن يتم أسرهم. بعد القبض على فلاي، حاول القس كوتن ميذر إقناع فلاي في أن يعلن توبته على الملأ، لكنه فشل في إقناعه.
تم شنق ويليام فلاي وطاقمه في ميناء بوسطن في 12 يوليو 1726. وبحسب ما يقال، فقد تعامل فلاي مع الشنق بازدراء تام، بل ووبخ الجلاد لعدم إتقانه للعمل، وأعاد ربط المشنقة ووضعها حول رقبته بيديه. وكانت كلماته الأخيرة وصية للقباطنة بمعاملة البحارة معاملة جيدة ودفع أجورهم في الوقت المحدد - «استخدمنا قائدنا ورفيقه بوحشية. نحن الرجال الفقراء لا يمكن أن تحقق العدالة لنا. لا يوجد شيء يقال لقادتنا، لا تدعهم يسيئون إلينا كثيرًا، ويستخدمونا مثل الكلاب». وحث فلاي على أن «يحذر جميع قباطنة السفن من مصير القبطان الذي قتله، وأن يدفعوا للبحارة أجورهم عند استحقاقها».
بعد إعدام فلاي، تم تعليق جسده بالسلاسل في جزيرة نيكسيس ماتي في ميناء بوسطن كترهيب للآخرين وردعهم عن ممارسة القرصنة.